# Postoperatives Zittern
Als Postoperatives Zittern (Shivering) bezeichnet man ein unwillkürliches, nicht unterdrückbares Zittern, das bei 5–60 Prozent der Patienten nach einer Narkose (Allgemeinanästhesie) oder Regionalanästhesie auftritt. Neben subjektivem Unwohlsein können dadurch weitere Komplikationen ausgelöst werden. Es existieren präventive und therapeutische Maßnahmen.

## Ursachen
Während einer Operation verliert der Körper über verschiedene Mechanismen Wärme. Dies geschieht durch Wärmestrahlung, Konvektion (Luftzug, Beatmung), Konduktion (Operationstisch) und Verdunstung (Schweiß, Operationswundfläche, Atemluft). Begünstigt werden diese Verluste durch die Gefäßweitstellung (Vasodilatation), die durch die Narkosemittel (Anästhetika) bewirkt wird. Diese wird auch durch Regionalanästhesieverfahren wie die Spinal- oder Epiduralanästhesie bewirkt. Zusätzlich ist während einer Narkose die Thermoregulation im Hypothalamus weitgehend ausgeschaltet, so dass der Körper keine Gegenmaßnahmen ergreifen kann.
Lässt die Wirkung der Narkotika (nach dem Erwachen) nach, wird der Temperaturabfall vom Körper registriert, der versucht, diesen auszugleichen. Das geschieht durch Zittern, wobei durch vermehrte Aktivität der Skelettmuskulatur Wärme erzeugt wird, sowie durch Gefäßverengung (Vasokonstriktion) in der Körperperipherie.
Die Tatsache, dass postoperatives Zittern zuweilen auch bei Patienten mit normaler Temperatur auftritt, spricht dafür, dass möglicherweise noch weitere Mechanismen wie Reflexe des Rückenmarks, Schmerz, Aktivität des sympathischen Nervensystems und eine respiratorische Alkalose eine Rolle beim postoperativen Zittern spielen, deren Rolle jedoch nicht genau verstanden ist.

## Symptome und Folgen
Die Folgen für den Patienten sind ein subjektives Unwohlsein und verstärkte Schmerzen. Durch die vermehrten Muskelkontraktionen steigt der Sauerstoffverbrauch des Körpers auf das bis zu Fünffache an. Bei Patienten mit Erkrankungen des Herz-Kreislauf-Systems wie etwa der koronaren Herzkrankheit oder Lungenerkrankungen kann dies die Kompensationsmöglichkeiten des Körpers überschreiten, wodurch es zu Sauerstoffmangel im Gewebe und möglicherweise zu einem Herzinfarkt kommen kann. Weiterhin ist der Druck im Auge (intraokular) und Schädel (intrakraniell) erhöht, was dortige Erkrankungen auslösen oder verschlimmern kann. Auch Nahtinsuffizienzen treten vermehrt auf.

## Behandlung und Prävention
Die Behandlung erfolgt durch äußere Wärmung sowie die intravenöse Verabreichung von Clonidin oder des Opioids Pethidin (meperidine). Physostigmin und Tramadol sind Medikamente der zweiten Wahl.
Präventiv wird versucht, ein Abfallen der Körpertemperatur zu verhindern. Dies geschieht durch Erwärmen des Patienten vor der Anästhesie („Prewarming“) und während des Eingriffs mit Wärmeunterlagen und Warmluftgebläse sowie durch das Anwärmen von Infusionen und Spüllösungen. Ebenso wird bei einer Allgemeinanästhesie nur ein niedriger Frischgasfluss durchgeführt, der den Wärmeverlust durch die Beatmung vermindert. Ein Beatmungsfilter (Heat Moisture Exchanger, HME) kann zusätzlich den Wärme- und Feuchtigkeitsverlust durch die Beatmung reduzieren. Durch eine Temperatursonde wird die Körperkerntemperatur des Patienten bei Eingriffen über einer halben Stunde Anästhesiedauer überwacht.